# Alcor
Alcor (g de l'Ossa Major / g Ursae Majoris) és un estel de la constel·lació de l'Ossa Major. Aquest títol pot tenir el mateix origen que el d'Alioth (ε de l'Ossa Major).

## Noms
Un altre nom utilitzat per designar a aquest estel va ser Suhā, «l'oblidada» o «la perduda», ja que només és perceptible per a un observador atent; Al Sahja era una altra forma d'aquest nom. Així mateix apareix com al "Khawwar", «la feble» —en comparació a la veïna Mizar (ζ Ursae Majoris)—, en una llista de noms àrabs d'estels publicada el 1895.
Al nord d'Alemanya 80 Ursae Majoris ha estat anomenada der Hinde, «la cèrvola», mentre que en l'Alemanya inferior se la coneixia com a Dumke o, en Holstein, com Hans Dümken. Els hongaresos la denominen Göntzol. Finalment, a la Xina rebia el títol de Foo Sing, l'«estel secundari».

## Característiques
De magnitud aparent +3,99, és una estrella blanca de la seqüència principal de tipus espectral A5V. La seva temperatura superficial és de 8.000 K i és 12 vegades més lluminosa que el Sol. La seva velocitat de rotació és de 218 km/s, 100 vegades més ràpida que la del Sol. A més, és un estel lleugerament variable.

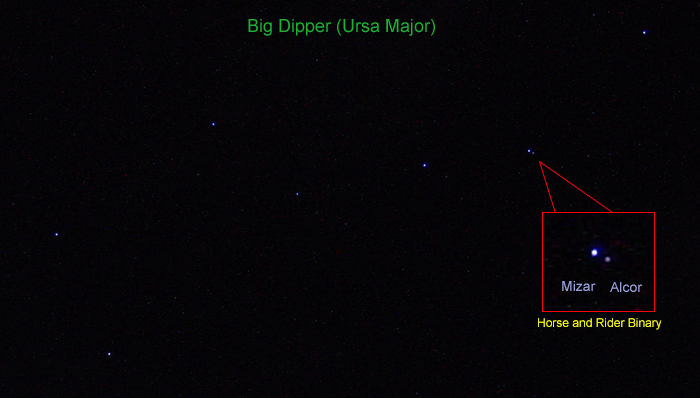
Mizar i Alcor, en la constel·lació de l'Ossa Major.

Alcor està separada 11,8 minuts d'arc de Mizar (ζ Ursae Majoris) i el poder distingir a aquests dos estels a ull nu constitueix un exercici clàssic d'agudesa visual. Físicament els dos estels estan separats un quart d'any llum, i encara que els seus moviments propis indiquen que es mouen juntes, no és clar si formen un veritable sistema binari o si només són companys òptics com s'havia pensat fins ara.
Al seu torn, la pròpia Alcor és un binari proper. La lluentor de l'estel acompanyant permet deduir que aquest és un nan vermell de tipus M3. Amb una separació mínima de 25 ua respecte a Alcor, triga almenys 90 anys a completar una òrbita al voltant de la seu lluent company.
Igual que altres estels de la constel·lació —entre els quals a més de Mizar es troben Merak (β Ursae Majoris), Alioth (ε Ursae Majoris) i Megrez (δ Ursae Majoris)— forma part de l'Associació estel·lar de l'Ossa Major, conjunt d'estels amb un origen comú i que tenen un moviment similar per l'espai.